# Na Humildade
Na Humildade é o primeiro álbum de estúdio lançado pela rapper carioca Nega Gizza. Contém doze faixas, descritas mais abaixo:

## Faixas
1. Filme de terror
2. Depressão
3. Larga o bicho (part. especial de Ieda Hills)
4. A verdade que liberta (part. especial de MV Bill)
5. Prostituta
6. Caminhada 1
7. Neném
8. Inconstante
9. Brilho perfeito
10. Caminhada 2
11. Fiel bailarino (part. especial de MV Bill)
12. Original (part. especial de MV Bill)